# Oskar Zawada
Oskar Zawada (ur. 1 lutego 1996 w Olsztynie) – polski piłkarz, występujący na pozycji napastnika w holenderskim klubie FC Groningen. Młodzieżowy reprezentant Polski.

## Kariera klubowa
W czasach juniorskich trenował w DKS Dobre Miasto, Stomilu Olsztyn i niemieckim VfL Wolfsburg. W latach 2014–2017 był piłkarzem rezerw Wolfsburga. Od 1 lutego do 30 czerwca 2016 przebywał na wypożyczeniu w holenderskim FC Twente. W rozgrywkach Eredivisie zagrał po raz pierwszy 6 lutego 2016 w wygranym 3:1 meczu z sc Heerenveen. W styczniu 2017 odszedł z rezerw Wolfsburga do drugoligowego niemieckiego Karlsruher SC. 
1 stycznia 2018 został na zasadzie wolnego transferu zawodnikiem Wisły Płock. W Ekstraklasie zadebiutował 9 lutego 2018 w wygranym 4:2 spotkaniu z Górnikiem Zabrze. W rundzie wiosennej sezonu 2019/2020 był wypożyczony z Wisły do Arki Gdynia. 5 października 2020 podpisał umowę z Rakowem Częstochowa, z którego w lutym 2021 przeszedł do południowokoreańskiego zespołu Jeju United FC. W marcu 2022 został zawodnikiem Stali Mielec.
29 sierpnia 2022 roku trafił do Wellington Phoenix FC. W swoim debiutancki sezonie zdobył 15 goli i 2 asysty ustanawiając przy tym nowy rekord A-League ze zdobytym golem lub asystą w 11 kolejnych meczach z rzędu. Tym samym stał się najskuteczniejszym Polakiem rozgrywek A-League wyprzedzając Adriana Mierzejewskiego z jego 13 golami jakie zdobył podczas swojego pobytu w lidze australijskiej. Zawada w swoim pierwszym sezonie został także wybranym piłkarzem roku w głosowaniu kibiców A-League.
4 lipca 2024 został zawodnikiem RKC Waalwijk.
11 lipca 2025 został zawodnikiem FC Groningen .